# فهرست کدهای آی‌سی‌دی-۹
فهرست زیر حاوی کدهای طبقه‌بندی بین‌المللی آماری بیماری‌ها، ICD هستند. کدها مربوط به دامنه عمومی (Public Domain) هستند.
- فهرست کدهای آی‌سی‌دی-۹ ۰۰۱-۱۳۹: بیماری‌های عفونی و انگلی[پیوند مرده]
- فهرست کدهای آی‌سی‌دی-۹ ۱۴۰-۲۳۹:تومورها
- فهرست کدهای آی‌سی‌دی-۹ ۲۴۰-۲۷۹: غده درون‌ریز، تغذیه و بیماری‌های متابولیک و اختلالات ایمنی
- فهرست کدهای آی‌سی‌دی-۹ ۲۸۰-۲۸۹: بیماری‌های خون و اندام‌های تشکیل خون[پیوند مرده]
- فهرست کدهای آی‌سی‌دی-۹ ۲۹۰-۳۱۹: اختلالات روانی
- فهرست کدهای آی‌سی‌دی-۹ ۳۲۰-۳۵۹: بیماری‌های دستگاه عصبی
- فهرست کدهای آی‌سی‌دی-۹ ۳۶۰-۳۸۹: بیماری‌های اندام‌های حسی
- فهرست کدهای آی‌سی‌دی-۹ ۳۹۰-۴۵۹: بیماری‌های دستگاه گردش خون
- فهرست کدهای آی‌سی‌دی-۹ ۴۶۰-۵۱۹: بیماری‌های دستگاه تنفسی
- فهرست کدهای آی‌سی‌دی-۹ ۵۲۰-۵۷۹: بیماری‌های دستگاه گوارش
- فهرست کدهای آی‌سی‌دی-۹ ۵۸۰-۶۲۹: بیماری‌های دستگاه ادراری تناسلی
- فهرست کدهای آی‌سی‌دی-۹ ۶۳۰-۶۷۶: مشکلات حاملگی، زایمان، و دوره زچگی
- فهرست کدهای آی‌سی‌دی-۹ ۶۸۰-۷۰۹: بیماری‌های پوست و بافت زیر جلدی[پیوند مرده]
- فهرست کدهای آی‌سی‌دی-۹ ۷۱۰-۷۳۹: بیماری‌های دستگاه اسکلتی عضلانی و بافت همبند
- فهرست کدهای آی‌سی‌دی-۹ ۷۴۰-۷۵۹: ناهنجاری‌های مادرزادی
- فهرست کدهای آی‌سی‌دی-۹
- فهرست کدهای آی‌سی‌دی-۹ ۷۸۰-۷۹۹: شرایط، علایم، نشانه‌هاو تعریف‌های بیماری
- فهرست کدهای آی‌سی‌دی-۹ ۸۰۰-۹۹۹: جراحت و مسومیت
- فهرست کدهای آی‌سی‌دی-۹ کدهای E و V: طبقه‌بندی علل خارجی و تکمیلی آسیب
  - V01-V89: طبقه بندی تکمیلی از عوامل مؤثر بر سلامت و تماس با خدمات بهداشتی و درمانی
  - E000-E999: طبقه بندی تکمیلی از علل خارجی از آسیب‌ها و مسمومیت‌ها